# Tomfat Plantation

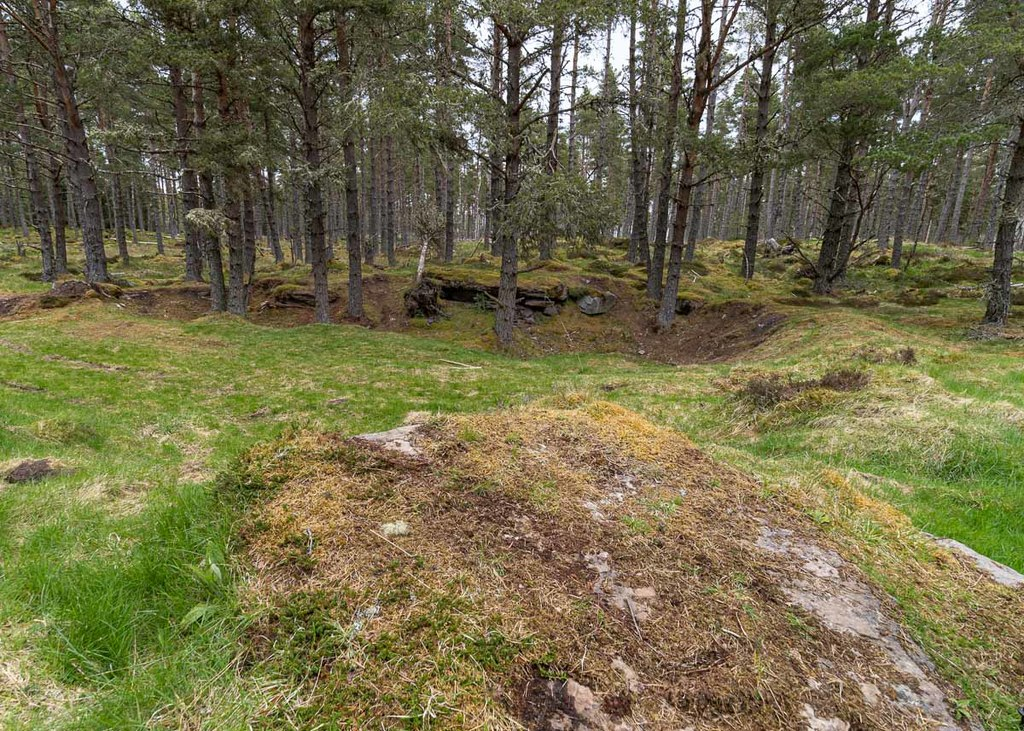
Tomfat Plantation

Das neolithische Kammergrab (englisch Chambered Cairn) in der Tomfat Plantation liegt südlich von Inverness und östlich der B861 in den Highlands in Schottland.
Die Megalithanlage hat im Laufe der Jahre gelitten, aber ein großer Kopfstein steht noch am Ende einer eingetieften, langen rechteckigen Kammer, auf einem kleinen Hügel am Ende eines niedrigen Nord-Süd verlaufenden Grates. Die Ausgrabung von Woodham/Woodham ergab, dass es sich um den südlichsten Orkney-Cromarty chambered Cairn in Schottland handelt.
In der Nähe liegt der Cairn von Gask.